# Tordai óvár
A tordai óvár műemlék Romániában, Kolozs megyében. A romániai műemlékek jegyzékében a CJ-II-m-B-07795 sorszámon szerepel.